# 勒贝格控制收敛定理
勒貝格控制收斂定理也稱勒貝格受制收斂定理，（英語：Lebesgue's dominated convergence theorem），在数学分析和测度论中，這個定理給予了积分运算和极限运算可以交换顺序的條件。對逐点收敛的函数序列而言，其積分運算和收敛的极限運算未必一定可以交换。控制收敛定理说明了，如果逐点收敛的函数序列中的每個函數都能被同一个勒贝格可积的函数「控制」（即在每一點，序列中的每個函數的绝对值都小于「控制函數」），那么函数序列的极限函数的勒贝格积分等于函数序列中每个函数的勒贝格积分的极限。勒贝格控制收敛定理显示出勒贝格积分相比于黎曼积分的优越性，在数学分析和实变函数论中有很大的应用。

## 叙述
设{\displaystyle (S,\Sigma ,\mu )}为一个测度空间， {\displaystyle (f_{n})_{n\geq 0}}是一个实值的可测函数列。如果{\displaystyle (f_{n})}逐点收敛于一个函数{\displaystyle f}，并存在一个勒贝格可积的函数{\displaystyle g\in L^{1}}，使得对每个{\displaystyle n\geq 0}，任意{\displaystyle x\in S}，都有
{\displaystyle |f_{n}(x)|\leq g(x)}，
则：
1. {\displaystyle f}也是勒贝格可积的，{\displaystyle f\in L^{1}}；
2. {\displaystyle \int _{S}fd\mu =\int _{S}\lim _{n\to \infty }f_{n}\,d\mu =\lim _{n\to \infty }\int _{S}f_{n}\,d\mu .}

其中的函数{\displaystyle g}一般取为正值函数。函数列{\displaystyle (f_{n})_{n\geq 0}}的逐点收敛和{\displaystyle |f_{n}(x)|\leq g(x)}的性质可以减弱为{\displaystyle \mu -}几乎处处成立。

## 证明
勒贝格控制收敛定理是更广泛的法图-勒贝格定理（Fatou–Lebesgue theorem）的特例。以下是一个引用法图引理的证明。
由于 {\displaystyle f} 是{\displaystyle (f_{n})}逐点收敛的极限，因此对其仍然有
{\displaystyle \forall x\in S\ |f(x)|\leq g(x)}（于是{\displaystyle \scriptstyle f\in L^{1}}）。
同理，对任意的{\displaystyle n}有：
{\displaystyle |f-f_{n}|\leq 2g} 以及
{\displaystyle \limsup _{n\to \infty }|f-f_{n}|=0.}
根据反向的法图引理，
{\displaystyle \limsup _{n\to \infty }\int _{S}|f-f_{n}|\,d\mu \leq \int _{S}\limsup _{n\to \infty }|f-f_{n}|\,d\mu =0.}
因此，由勒贝格积分的线性性和单调性，就有
{\displaystyle {\biggl |}\int _{S}f\,d\mu -\int _{S}f_{n}\,d\mu {\biggr |}={\biggl |}\int _{S}(f-f_{n})\,d\mu {\biggr |}\leq \int _{S}|f-f_{n}|\,d\mu ,}
而后者趋于0，于是定理得证。

## 控制函数的必要性
控制收敛定理能够成立的一个重要因素是存在一个可积的函数，使得函数列收敛的过程能够“安全”进行。如果缺少这个条件，调换运算次序就可能会导致各种后果。下面是一个例子：
定义函数{\displaystyle f_{n}}为：对于{\displaystyle (0,{\frac {1}{n}}]}中的{\displaystyle x} ，{\displaystyle f_{n}(x)=n}。对于{\displaystyle ({\frac {1}{n}},1]}中的{\displaystyle x} ，{\displaystyle f_{n}(x)=0} 。对{\displaystyle (0,1]} 中的任意{\displaystyle x} ，当{\displaystyle n}趋于无穷大时，{\displaystyle f_{n}(x)}总趋于零，同时{\displaystyle f_{n}}在{\displaystyle (0,1]}上的积分总是1。结果是：
{\displaystyle \int _{0}^{1}\lim _{n\to \infty }f_{n}(x)\,dx=0\neq 1=\lim _{n\to \infty }\int _{0}^{1}f_{n}(x)\,dx,}
控制收敛定理不成立。原因是不存在可积的控制函数：定义{\displaystyle h=\mathrm {sup} _{n}f_{n}}为：对{\displaystyle (0,1]}中每一点{\displaystyle x}， {\displaystyle h(x)=\sup _{n\geq 0}f_{n}(x)}。那么在{\displaystyle {\Bigl (}{\frac {1}{n+1}},{\frac {1}{n}}{\Bigl ]}}上{\displaystyle h(x)=n} 。于是如果存在控制函数{\displaystyle g}，那么 {\displaystyle g\geq h}，但是 
{\displaystyle \int _{0}^{1}h(x)\,dx\geq \int _{1/m}^{1}h(x)\,dx=\sum _{n=1}^{m-1}\int _{\left({\frac {1}{n+1}},{\frac {1}{n}}\right]}n\,dx=\sum _{n=1}^{m-1}{\frac {1}{n+1}}\to \infty \quad } （当 {\displaystyle m\to \infty } 时）
也就是说{\displaystyle g}不可积。
由此可见，可积的控制函数是定理成立的必需条件。